# Débora Dionicius
Débora Anahi Dionicius (Villaguay, Entre Ríos, 19 de marzo de 1988) es una boxeadora argentina, actual campeona mundial de la Federación Internacional de Boxeo (FIB) de peso supermosca.

## Biografía
Inició su carrera a los 13 años y a los 16 se integró a la selección argentina de boxeo.
El 24 de noviembre de 2012, Dionicius consiguió el cinturón que se encontraba vacante de la FIB para las 115 libras femenido, al ganar con elección unánime ante Michelle Preston, británica con residencia en Nueva Zelandia, en el Club Huracán del municipio Villaguay, provincia Entre Ríos. Desde ese año ha defendido su título, manteniéndolo hasta el momento.
En 2013 y nuevamente en 2018, recibió el premio a la "Mejor Boxeadora del Año" por la FIB.